# District XXI van Boedapest
District XXI of Csepel (Duits: Tschepele) is een in het zuiden gelegen stadsdistrict van Boedapest, in het noordelijke deel van het Donau-eiland Csepel.

## Geschiedenis
In de 19e eeuw werd Csepel een belangrijk industrieel gebied. In het bijzonder ontwikkelde zich daar een centrum voor zware industrie. In de omgeving ontstonden veel arbeiderswoningen, maar ook volkstuinen. Op 1 januari 1950 werd Csepel samen met vele andere gemeenschappen in de hoofdstad opgenomen.

## Verkeer en vervoer
Csepel is verbonden met de HÉV H7 op Boráros tér met het centrum van Boedapest.
Buiten de stadsgrenzen loopt de snelweg M0, die ook over het eiland loopt.

## Afbeeldingen

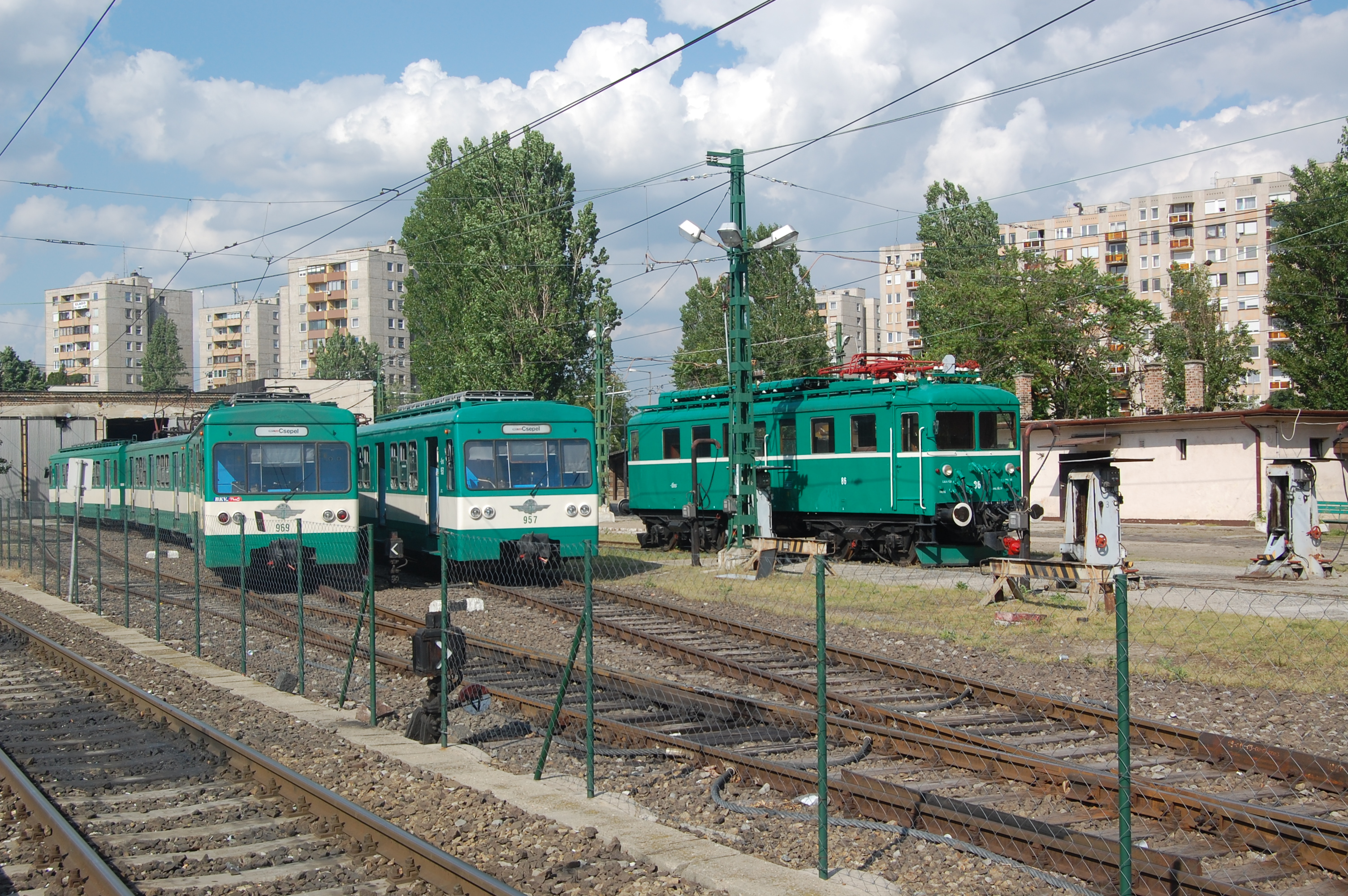
Treinen van HÉV in Csepel
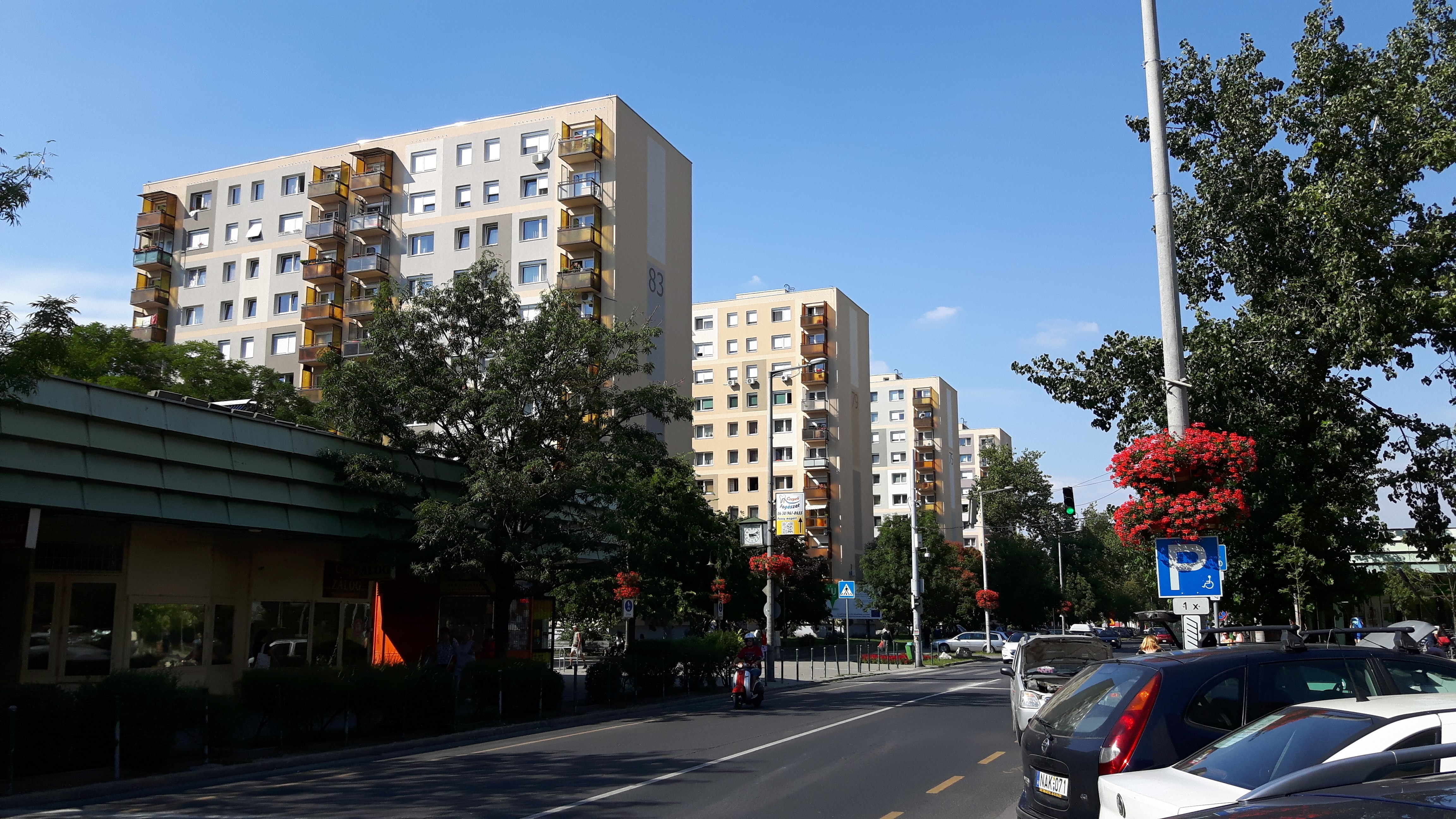
Gerenoveerde paneelgebouwen in Csepel-Downtown
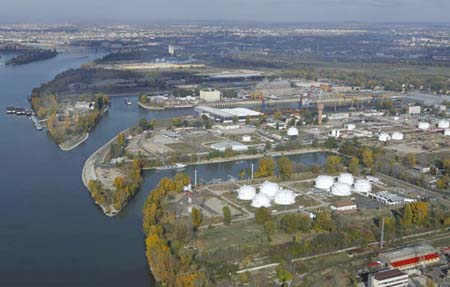
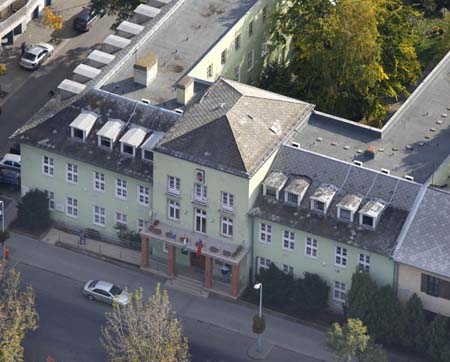
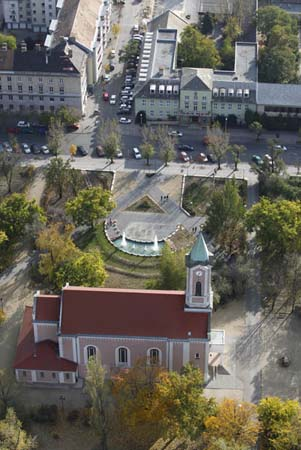
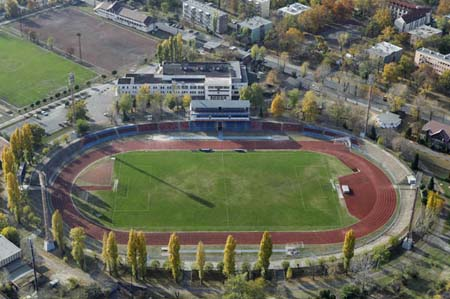
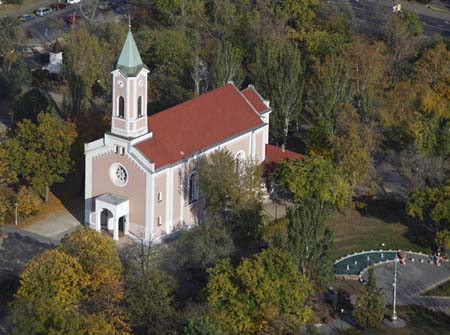

### Partnerschappen
- Rijeka, Kroatië
- Juankoski, Finland
- Kielce, Polen
- Nagyszalonta, Transsylvanië
- Neuenburg am Rhein, Duitsland
- Szczecin, Polen
- Gănești (Vámosgálfalva in Transsylvanië)
- Wołomin, Polen

I · II · III · IV · V · VI · VII · VIII · IX · X · XI · XII · XIII · XIV · XV · XVI · XVII · XVIII · XIX · XX · XXI · XXII · XXIII